# Jeffrey Gordon
Jeffrey I. Gordon, född 1947, är en amerikansk medicinare och mikrobiolog verksam vid Washington University in St. Louis.
Gordon har bland annat forskat på sambanden mellan människor och tarmfloran och hur det påverkar kost, övervikt och allmänhälsa.
Gordon tilldelades Royal Societys högsta utmärkelse, Copleymedaljen, 2018.